# Костел Святого Хреста і монастир францисканців (Львів)
Косте́л Свято́го Хреста́ і монасти́р франциска́нців — комплекс будівель, що існували у середмісті Львова при західному оборонному мурі міста, орієнтовно на місці будинку № 15 на вул. Театральній. Початково збудовані в готичному стилі у XIV–XV століттях.

## Історія
На основі аналізу хроніки Яна Длугоша Денис Зубрицький ще в XIX столітті висловив думку про те, що храм Святого Хреста збудували в княжі часи і він був головною православною церквою Львова на момент польського завоювання. Після зайняття міста військами Казимира III споруду передали ордену францисканців під потреби створеного в цей час римо-католицького єпископства. Цю думку підтримував і Іван Крип'якевич.
Відомо, що ділянку францисканцям надав князь Владислав Опольський у 1370 чи 1372 році. Мурований тринавний костел збудували вже в XV ст., можливо на місці давнішого храму. Будівництво провадили в 1363–1460 роках.
Про внутрішнє оздоблення майже нічого не відомо. Храм залишився неушкодженим під час пожежі 1527 року, коли згоріло практично все місто. Однак у 1565 році він постраждав від вогню разом із Низьким замком. Костел відомий тим, що у вересні 1648 року у ньому відбувалася нарада польської шляхти, під час якої обговорювали потенційну небезпеку нападу військ Хмельницького. На нараді князеві Яремі Вишневецькому доручили очолити оборону міста.
1770 року монастир придбав за 4 тис. золотих друкарню в Салезія Тарновецького, який успадкував її від тестя — українського друкаря Івана Филиповича.
Очевидно, у різний час монастирський комплекс зазнавав перебудов. Відомо зокрема про участь Павла Римлянина у невстановлених роботах (згадує у своєму заповіті 1618 року), а також Мартина Урбаніка (близько 1750). У 1753–1755 роках фрескові розписи у костелі виконали брати Юзеф і Франциск Маєри з Брно.

## Відомі особистості
Від 1385 року настоятелем монастиря був Якуб Стрепа: з 1391 року — латинський архієпископ Галицький, 20 жовтня 1409 року помер у Львові. 29 листопада 1619 року випадково віднайдено місце поховання Якова Стрепи у крипті костелу. 1790 року беатифікований папою Пієм IV.
Святий Ян з Дуклі вступив до монастиря францисканців приблизно у 1430-х роках. Був кустошем руської кустодії ордену. 1463 року перейшов до реформованої гілки францисканців — бернардинців. Канонізований 1995 року папою Іваном Павлом II.

## Монастир після вигнання францисканців
У 1785 році внаслідок йозефінських реформ францисканців виселено на передмістя до монастиря скасованого в тому ж році ордену капуцинів. Монастир знаходився при Костелі Непорочного Зачаття Діви Марії на вулиці, згодом названій Францисканською (нині — вул. Короленка). На цей момент згромадження налічувало 49 ченців. 1792 року підприємець Генріх Булла викупив у міста монастир і збудував при ньому залу для укладання торгових і фінансових угод під час традиційних щорічних «львівських контрактів», а також для проведення балів, або «редут». Львівські контракти тривали три тижні після свята Трьох королів (6 січня), а з 1798 року початок перенесено на 1 лютого. Сам костел перетворено на перший в історії Львова стаціонарний театр. Переобладнання костелу на театр здійснив у 1795 році архітектор Карл Мерц. У приміщенні монастиря влаштовано нормальну школу. 1808 року Контракти перенесено на літню пору, після чого кількість людей, що відвідували бали, різко зменшилась. Останній бал у залі Генріха Булли відбувся 8 лютого 1842 року.
Під час обстрілу міста генералом Вільгельмом Гаммерштайном 1848 року храм (на той час уже театр) було сильно пошкоджено і як наслідок — остаточно розібрано. Театр перенесено до Скарбківського театру. У 1891 році, під час закладання фундаментів майбутньої школи ім. Міцкевича, на цвинтарі було вивезено велику кількість поховань із збережених крипт колишнього костелу.
У 1987 році Львівська міська експедиція Інституту суспільних наук АН УРСР проводила охоронне спостереження та розкопки під час земляних робіт по спорудженню підземного переходу між будівлями школи № 62 (будинок № 15 на вул. Театральній) і колишнього Палацу піонерів. Окрім давніших знахідок X—VIII століть до н. е., на глибині 3 м знайдено залишки фундаменту монастиря францисканців.

## Усипальниця
У криптах храму були поховані Бартош Папроцький, Якуб Стрепа.

## Іконографія
У різний час храм з'являється на панорамах Львова, що зображують місто із західної сторони. Зокрема і на першій відомій — Панорамі Гогенберга. Із п'яти відомих акварелей Франца Герштенбергера, зроблених у 1805–1807 роках, чотири так чи інакше стосуються монастиря Францисканців. Двічі він зображує храм, а також двічі — інтер'єр редутових зал, збудованих Генріхом Буллою. 1870 року львівський художник Войцех Грабовський зробив вільну копію із фрески у Природознавчому музеї Дідушицьких, на вулиці Театральній 18 у Львові. На картині зображено порослі травою руїни храму. У 1920-х роках архітектор Януш Вітвіцький відтворив храмовий комплекс у своїй пластичній панорамі (нині зберігається у Вроцлаві). У Музеї найдавніших пам'яток Львова зберігається об'ємна панорама, що зображує місто станом на середину XVII ст., виготовлена інженером і реставратором Ігорем Качором.

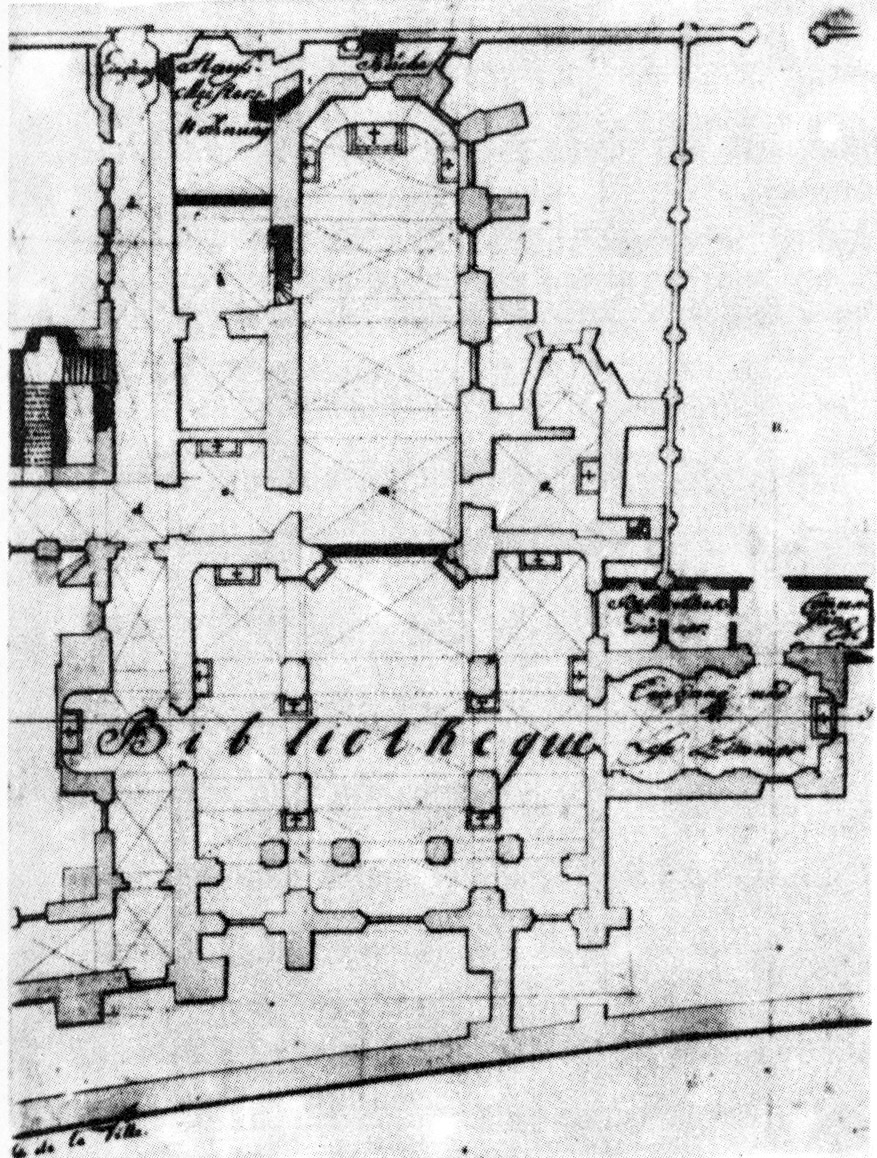
План костелу з кінця XVIII ст.
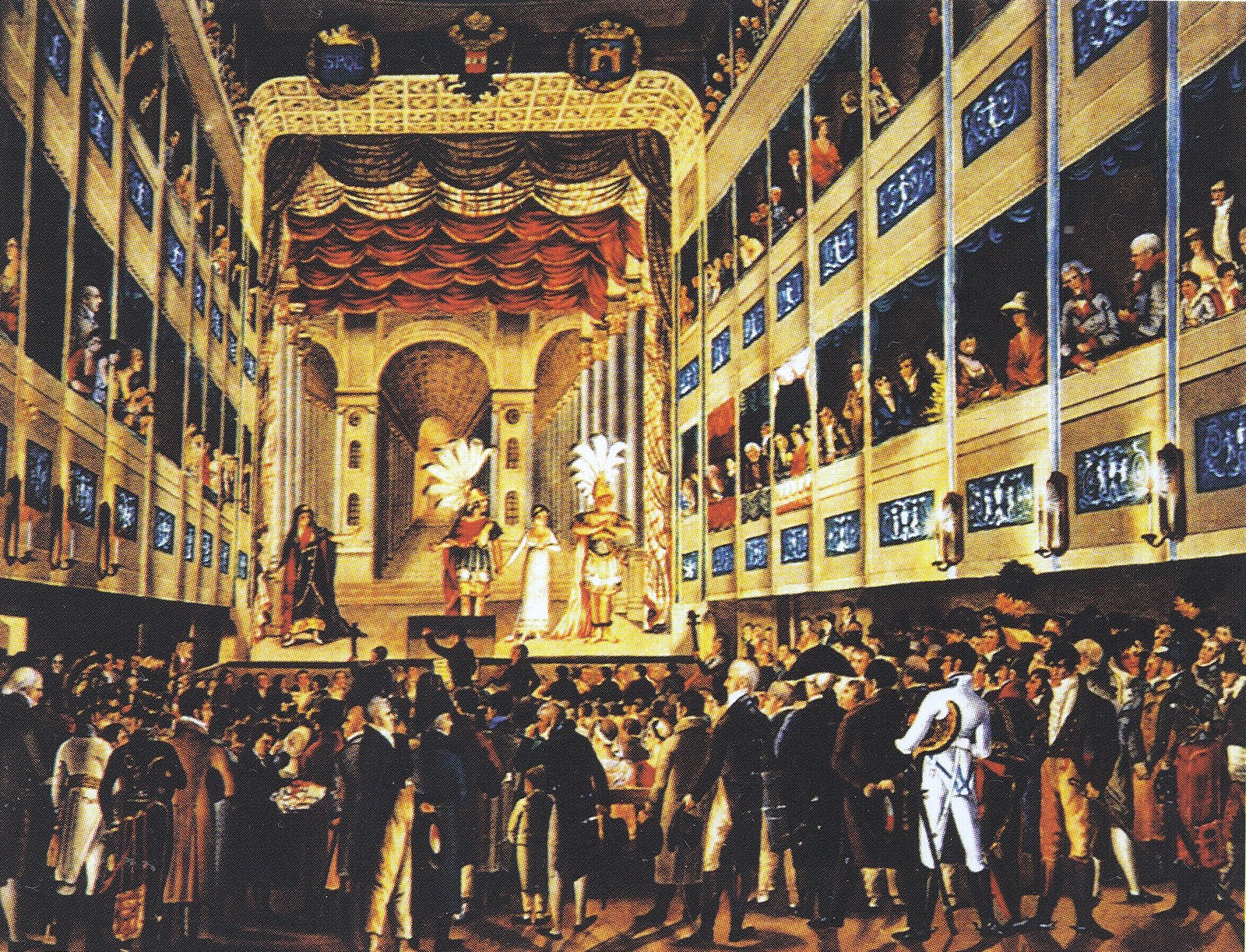
Ф. К. Герштенбергер. Спектакль «Медея» П. Корнеля в колишньому францисканському костелі. 1805 р.
Ф. К. Герштенбергер. Бал у редутовій залі. 1805 р.
Ф. К. Герштенбергер. Вигляд костелу зі сторони Нижніх валів (нині — Проспект Свободи). 1807 р.
В. Грабовський Руїни монастиря. Копія 1870 р.